# Triana Côrte-Real de Oliveira

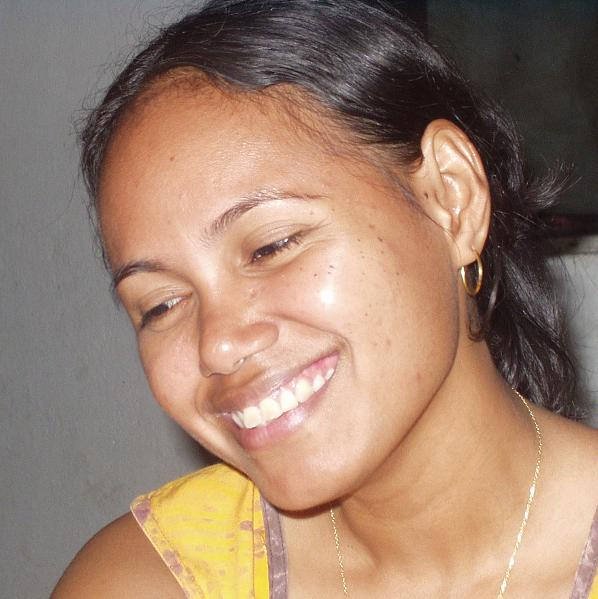
Triana Côrte-Real de Oliveira

Triana do Rosário Côrte-Real de Oliveira (Dili, 7 de junio de 1978) es una escritora y traductora timorense.

## Trayectoria
Ha trabajado como intérprete en Médicos sin fronteras en Viqueque, asistente administrativa del Gabinete de Ajuda Humanitaria de la Comisión Europeia (ECHO) en Dili, y asistente ejecutiva de Administración de la ONG Care Internacional. 
Es coautora de O que é a Lusofonia. Gente, culturas, terras/Saída maka luzofonia. Ema, kultura, rain de 2005 – libro bilingüe em tetun y portugués.
Actualmente estudia Medicina en la Universidad Gadjah Mada en Yogyakarta.